# Climat d'Ille-et-Vilaine

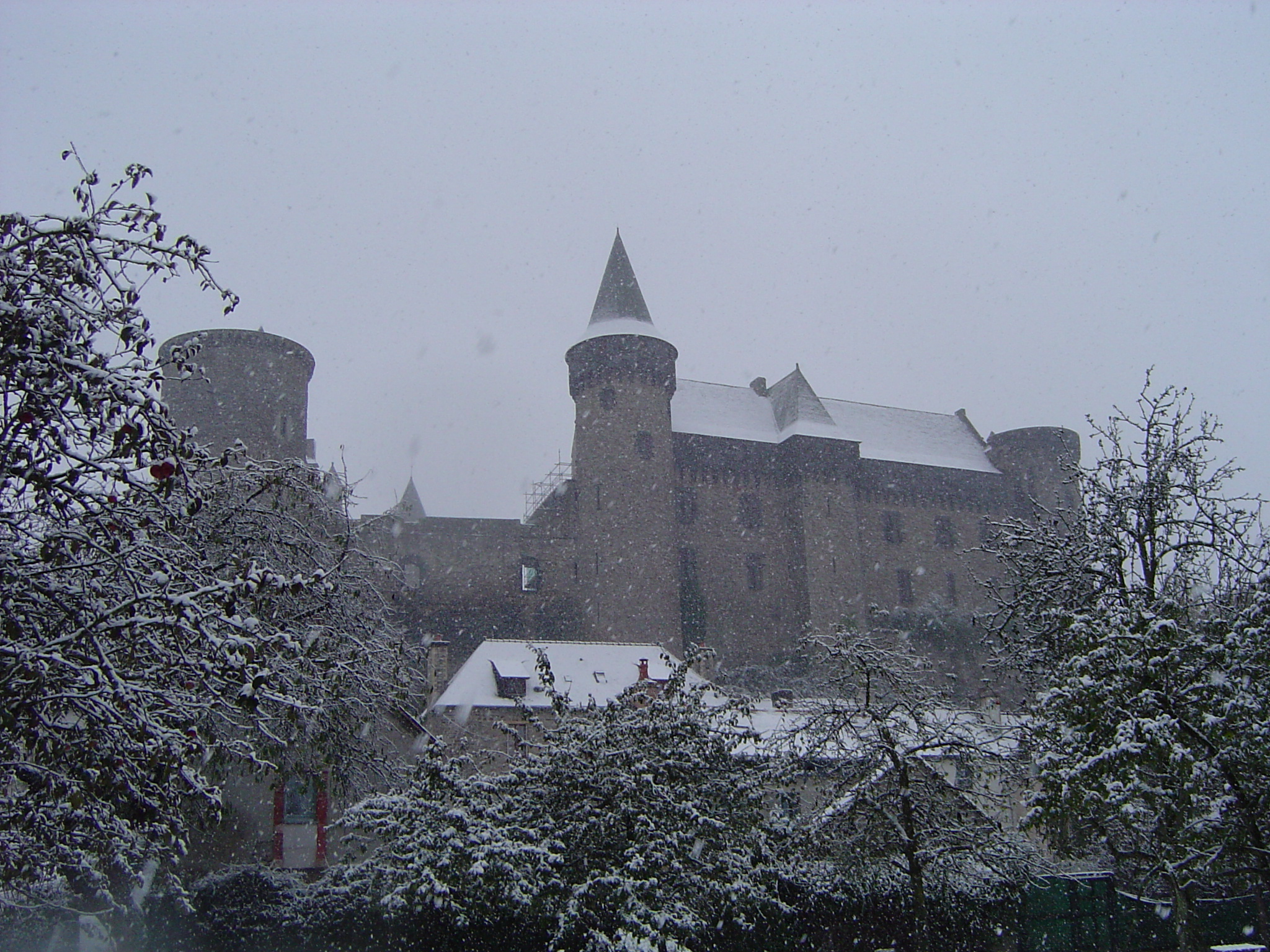
Le château de Vitré sous la neige.

Le département d'Ille-et-Vilaine a un climat océanique franc à légèrement altéré de type Cfb selon la classification de Köppen). Les hauteurs annuelles de précipitations sont inférieures à 700 mm. Les hivers sont humides et en moyenne doux. Les étés sont relativement secs, modérément chauds et ensoleillés. Le département bénéficie d’environ 1 850 heures d’ensoleillement chaque année. Mais il se divise en quatre zones climatiques[réf. nécessaire] :
- le littoral doux (de Roz-sur-Couesnon à Saint-Briac-sur-Mer) : doux, mais venté avec des étés clément[réf. nécessaire]s ;
- le sud de l’arrondissement de Saint-Malo : climat médian, à dominante océanique[réf. nécessaire] ;
- l’intérieur de l’est (de l’ancien arrondissement de Fougères jusqu’au pays de Brocéliande ainsi que la partie ouest de la Vilaine) : hivers plus frais, été plus chauds, pluies modérées[réf. nécessaire] ;
- le sud-est du département (du pays de Vitré jusqu’à Redon) : étés relativement chauds et ensoleillés[2].

L'influence continentale, due à un relatif éloignement des côtes, entraîne une augmentation de l'amplitude thermique comparativement à l'ouest de la Bretagne[réf. nécessaire]. Ce phénomène se traduit par des extrêmes plus marqués (−15 °C le 19 janvier 1985 et 40,1 °C le 23 juillet 2019 à la station de Rennes Saint-Jacques).
| Mois                                          | Janv | Fév  | Mars  | Avr   | Mai   | Juin  | Juil  | Août  | Sept  | Oct   | Nov  | Déc  | Année  |
| --------------------------------------------- | ---- | ---- | ----- | ----- | ----- | ----- | ----- | ----- | ----- | ----- | ---- | ---- | ------ |
| Températures maximales moyennes (°C)          | 8,0  | 9,1  | 11,8  | 14,3  | 17,8  | 21,2  | 23,7  | 23,2  | 21,1  | 16,7  | 11,5 | 8,7  | 15,6   |
| Températures moyennes (°C)                    | 5,1  | 5,7  | 7,6   | 9,8   | 13,0  | 16,2  | 18,3  | 18,0  | 16,1  | 12,5  | 8,2  | 5,9  | 11,4   |
| Températures minimales moyennes (°C)          | 2,1  | 2,4  | 3,5   | 5,3   | 8,2   | 11,1  | 13,0  | 12,8  | 11,1  | 8,3   | 4,8  | 3,0  | 7,1    |
| Hauteur moyenne des précipitations (mm)       | 61,5 | 51,6 | 49,5  | 44,3  | 58,1  | 45,4  | 43,5  | 46,7  | 55,9  | 65,5  | 67,6 | 68,4 | 657,9  |
| Heures d'ensoleillement (moyenne 1999 - 2007) | 67,8 | 81,3 | 131,2 | 162,4 | 182,6 | 222,0 | 214,6 | 204,1 | 185,4 | 111,8 | 88,9 | 74,0 | 1726,1 |

## Catastrophes naturelles

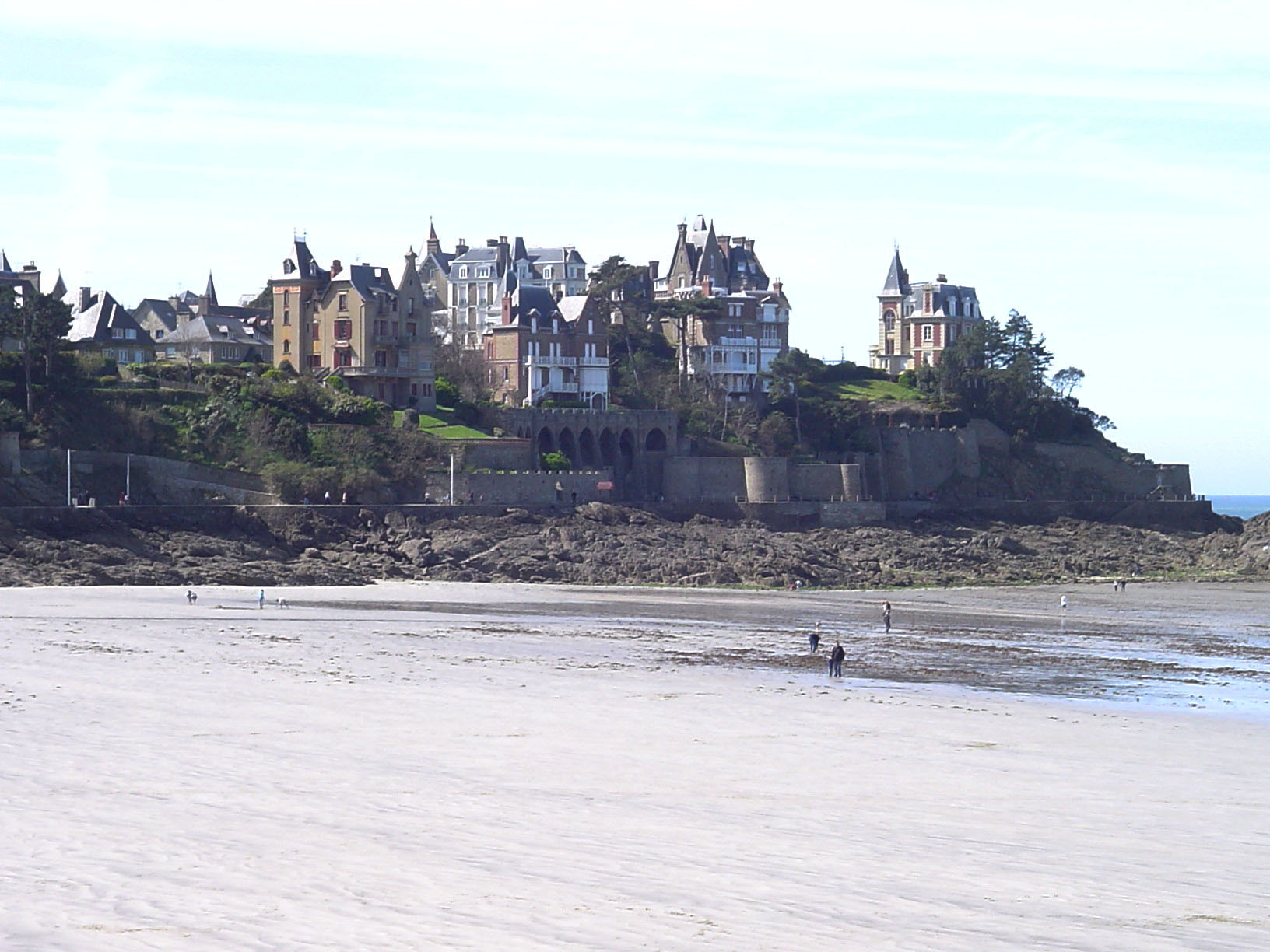
Villas de Dinard.

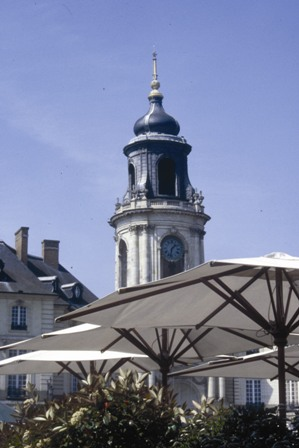
Place de la Mairie à Rennes.

Le département a dû faire face à différentes catastrophes naturelles :
- des sécheresses : dans les mémoires, on retiendra notamment la sécheresse de 1976, où les employés de l'usine de chaussures Noël commençaient leur journée à 5h du matin pour la terminer à 13h30[4]. Et bien entendu la canicule de 2003, où pour la première fois des températures de 40 °C furent observées[5], ce qui n'avait jamais été mesuré en Bretagne.
- des orages estivaux violents : comme ceux du 22 août 2011[6] et du 16 juillet 2003 où 76 mm d'eau par mètre carré ont été relevés, ce qui a provoqué des inondations et des dégâts notables dus aux grêlons et aux rafales de vent[7] et enfin celui du 27 juillet 2012, avec l'inondation d'une grande surface et la chute de température de 10 degrés en une heure[8].
- des tempêtes : comme la tempête du 15 octobre 1987 ou la tempête Lothar le 26 décembre 1999, qui a mis à terre de nombreux arbres dans le secteur de Fougères notamment[9].
- des inondations : comme la crue du 25 octobre 1966, où la Vilaine est montée à  une cote maximale de 2,7 m[10]. Avec la création en 1982 du barrage de Haute-Vilaine, en amont sur la Vilaine, la ville ne connait presque plus de phénomènes d'inondations, mais est toutefois concernée par un Plan de prévention des risques d'inondations.